# Миокази
Миокази (мкд. Миокази) су насеље у Северној Македонији, у западном делу државе. Миокази припадају општини Кичево.

## Географија
Насеље Миокази је смештено у средишњем делу Северне Македоније. Од најближег већег града, Кичева, насеље је удаљено 12 km источно.
Миокази се налазе у малој области Рабетинкоље, која обухвата неколико села у средишњем сливу реке Треске. Село је положено изнад долине реке на југу и планине Коњаник на северу. Преко реке издиже се планина Баба Сач. Надморска висина насеља је приближно 610 метара.
Клима у насељу је континентална.

## Становништво
Миокази су према последњем попису из 2002. године имала 36 становника.
Већинско становништво су етнички Македонци (100%).
Претежна вероисповест месног становништва је православље.